# Прапор Генічеського району
Пра́пор Гені́чеського райо́ну — офіційний символ Генічеського району Херсонської області, затверджений 29 липня 2011 року рішенням сесії Генічеської районної ради.

## Опис
Прапор являє собою прямокутне полотнище зі співвідношенням сторін 2:3, поділене горизонтально на три смуги — синю, жовту і синю — у співвідношенні 1:2:1. На центральній смузі біля древка розташовано синій якір.

## Символіка
Морський якір на прапорі — це символ Азовського моря.